# José María Alcaraz
José María Alcaraz Franco (* 29. Mai 1987 in Murcia) ist ein spanischer Radrennfahrer.
José Maria Alcaraz wurde 2005 in Alhama de Murcia spanischer Meister im Einzelzeitfahren der Juniorenklasse. Im nächsten Jahr belegte er in Móstoles den zweiten Platz in der U23-Klasse hinter dem Sieger Javier Chacón. In den Jahren 2008 und 2009 wurde er jeweils Etappenzweiter bei dem vierten Teilstück der Vuelta Ciclista a Cartagena. 2011 fuhr Alcaraz für das griechisch-spanische Continental Team KTM-Murcia.

## Erfolge
2005
- Spanischer Meister – Einzelzeitfahren (Junioren)

## Teams
- 2011 KTM-Murcia